# Oxira havana
Oxira havana là một loài bướm đêm trong họ Noctuidae.